# Randall McDaniel
College Football Hall of Fame 2008
Pro Football Hall of Fame 2009
(en) Statistiques sur pro-football-reference
Randall McDaniel, né le 19 décembre 1964 à Phoenix (Arizona), est un joueur de football américain ayant évolué comme offensive guard.
Il fit sa carrière universitaire aux Arizona State Sun Devils de l'Université d'État de l'Arizona, puis fut drafté en 1988 à la 19e place (premier round) par les Vikings du Minnesota. Guard, il joue parfois fullback près de la redzone. Après onze années à Minnesota, il signe deux ans chez les Buccaneers de Tampa Bay.
Il fut sélectionné douze fois au Pro Bowl (1989, 1990, 1991, 1992, 1993, 1994, 1995, 1996, 1997, 1998, 1999 et 2000), onze fois en tant que All-Pro (1988, 1989, 1990, 1991, 1992, 1993, 1994, 1995, 1996, 1997 et 1998) et fait partie de l'Équipe NFL de la décennie 1990.
Il a été intronisé en 2008 au College Football Hall of Fame et en 2009 au Pro Football Hall of Fame.
Joueur très polyvalent, il est considéré comme un des meilleurs joueurs à son poste pour son époque.